# Nigdy nie jest za późno (album Krzysztofa Krawczyka)
Nigdy nie jest za późno – album polskiego piosenkarza Krzysztofa Krawczyka. Wydawnictwo ukazało się 28 listopada 2009 roku nakładem wytwórni muzycznej Agora. Gościnnie w nagraniach wziął udział Daniel Olbrychski, który zaśpiewał w utworze „Z kobietami to różnie bywało”. Do piosenki powstał także wideoklip.

## Lista utworów
1. „Nigdy nie jest za późno żeby zacząć od nowa”
2. „Czy to jest kraj dla starych ludzi?”
3. „Na zawsze razem ty i ja”
4. „Dziś dla ciebie chcę”
5. „Wiesz, że cię kocham”
6. „Nowy Jork, dochodzi chyba piąta”
7. „Bo to jest Polska”
8. „Zapomnij się choć raz”
9. „Nie wszystko o wszystkim”
10. „Kiedy miłość umiera”
11. „Odnajdę twój świat”
12. „Dogonię cię”
13. „Jesteś jak ogień”
14. „Zabiorę tobie noc”
15. „Każdy dzień bez ciebie”
16. „Z kobietami to różnie bywało” (bonus gościnnie Daniel Olbrychski)